# Aqualung (álbum)
Aqualung es el cuarto álbum de estudio de la banda británica de rock Jethro Tull, publicado en 1971 por la compañía discográfica Chrysalis Records. A pesar de la desaprobación de la agrupación, está considerado un disco conceptual cuyo tema central es «la distinción entre la religión y Dios». El éxito de Aqualung marcó un punto de inflexión en la carrera del grupo, que consiguió difusión en la radio y realizó giras notorias.
El álbum, grabado en los estudios Island Records de Londres, supuso el debut de John Evan como miembro oficial y del bajista Jeffrey Hammond, y fue el último con el batería Clive Bunker. Aqualung cuenta con más temas acústicos que sus anteriores trabajos y está inspirado por fotografías de vagabundos realizadas por la esposa del líder del grupo Ian Anderson, Jennie. Además, abarca temas como la religión o experiencias personales del propio Anderson.
El álbum consiguió tres discos de platino de la RIAA, que certifican la venta de tres millones de copias en los Estados Unidos y según el propio Anderson, las ventas mundiales de Aqualung superan los siete millones, lo que lo convierte en el trabajo más exitoso de Jethro Tull. Ha recibido buenas reseñas por parte de los críticos y apareció con frecuencia en varias listas como uno de los mejores álbumes de rock.

## Producción
Tras una gira norteamericana en 1970, el bajista Glenn Cornick fue despedido del grupo y le reemplazó Jeffrey Hammond, un viejo amigo del líder, Ian Anderson. Aqualung sería la primera grabación de Hammond con Jethro Tull y también la de John Evan, cuya única participación anterior fue grabar algunas partes de teclado en su trabajo anterior, Benefit. El álbum fue uno de los primeros en ser grabados en los estudios Island Studios, en Basing Street (Londres). Por aquellos momentos, Led Zeppelin también se encontraba grabando su cuarto disco de estudio en las mismas instalaciones. En una entrevista por el vigésimo quinto aniversario del álbum, Anderson dijo que la grabación fue un proceso muy difícil, debido a la sensación de «frío y eco» de este. Island se dividía en dos estudios; uno pequeño que utilizó Led Zeppelin y uno grande que empleó Jethro Tull y que anteriormente había sido una iglesia. Las partes orquestales del álbum fueron arregladas y conducidas por David Palmer, que había trabajado con la banda desde This Was (1968) y que posteriormente se uniría como teclista. Aqualung fue el último disco con Clive Bunker, ya que se retiró poco después para iniciar una familia.

## Estilo musical
Las canciones del álbum abarcan una variedad de géneros musicales, con elementos de pop, rock psicodélico, blues y hard rock. Los riffs de temas como «Locomotive Breath», «Hymn 43» y «Wind Up» están considerados como un factor importante del éxito del álbum, que llevó a Jethro Tull a convertirse en una «banda solicitada en directo» y en un fijo de las radios FM, según Allmusic. A diferencia de anteriores trabajos del grupo, varias de las canciones como «Cheap Day Return», «Wond'ring Aloud», «Slipstream» y «Mother Goose» son principalmente acústicas. Anderson reveló que sus influencias principales a la hora de componer el disco fueron Roy Harper y Bert Jansch.

## Temática
Aqualung es considerado ampliamente un álbum conceptual cuyo tema central es «la distinción entre la religión y Dios». La idea inicial para el material provino de unas fotografías tomadas por Jennie Anderson sobre vagabundos en el Thames Embankment de la ribera norte del Támesis. La imagen de un hombre en particular captó el interés del matrimonio y juntos escribieron el tema principal, «Aqualung». La cara A del LP, titulada igual que el disco, contiene canciones descriptivas de ciertos personajes, entre las que se incluyen el vagabundo del tema homónimo y «Cross-Eyed Mary», una colegiala prostituta en cuyo tema el líder del grupo «explora la lucha de los menos afortunados de nuestra sociedad» —al igual que en la pista «Up to Me»—. La letra de «Wind Up» y «Mother Goose» reflexiona sobre la angustia adolescente y las dificultades de una educación formal. «Cheap Day Return» es una canción autobiográfica compuesta por Anderson después de visitar a su padre enfermo.
La cara B, titulada My God, contiene tres temas: «My God», «Hymn 43» y «Wind-Up», centrados en «la religión de una manera hasta irreverente». Sin embargo, a pesar de los nombres de los dos lados del LP y su temática relacionada, Anderson sostiene que no es un álbum conceptual. En una entrevista de 2005, incluida en el disco Aqualung Live, comentó lo siguiente sobre este tema:

Siempre he dicho que no es un trabajo conceptual, es simplemente un álbum con canciones e instrumentación variadas. A la hora de componer el siguiente disco, Thick as a Brick, mi mente pensaba: «Oh, creen que Aqualung es un álbum conceptual; muy bien, les enseñaré un álbum conceptual». Y lo que hicimos fue una parodia, una especie de parodia sobre el género de disco conceptual. Pero, en mi mente, Aqualung nunca fue un álbum conceptual, solo un montón de canciones.

La temática que Jethro Tull explora en el álbum —los efectos de la urbanización en la naturaleza y la religión sobre la sociedad— sería desarrollada más tarde en la mayoría de sus trabajos posteriores. La frustración de Anderson porque el disco fuera catalogado como conceptual le llevó a crear Thick as a Brick (1972) como respuesta.

### Otras canciones
«Lick Your Fingers Clean» fue grabada durante las sesiones de Aqualung pero no se incluyó en el álbum. La canción se modificó y apareció en War Child (1974) bajo el título «Two Fingers»; sin embargo, aparece acreditada como «Lick Your Fingers Clean» en el recopilatorio 20 Years of Jethro Tull y en las posteriores reediciones de Aqualung. Otra canción, «Wond'ring Again», fue considerada para su inclusión en el disco, aunque finalmente Anderson optó por no añadirla. No obstante, varios elementos de la pieza —esencialmente su coda— forman parte de la pista «Wond'ring Aloud». Posteriormente, apareció en el recopilatorio Living in the Past (1972).

## Diseño artístico
La portada del álbum, realizada por Burton Silverman, muestra un retrato en acuarela de un hombre con barba, cabello largo y con la ropa raída. La idea provino de una fotografía que la esposa de Ian Anderson tomó de un vagabundo a orillas del Támesis; posteriormente, el vocalista destacó que habría sido mejor haber utilizado la foto en lugar de encargar la pintura. Anderson recordó posar para una instantánea para el cuadro, aunque Silverman afirmó que era un autorretrato. El artista autorizó su uso únicamente para la portada, no para su uso en el merchandising, por lo que se enemistó con Anderson por exigir remuneración por ello. La obra de arte original pasó a ser propiedad de una familia desconocida, al parecer, después de ser robada en una habitación de hotel en Londres.

## Recepción comercial
Aqualung salió a la venta el 19 de marzo de 1971 en formato LP y casete. El disco fue reeditado por motivo de su cuadragésimo aniversario el 1 de noviembre de 2011. Dicho material, remezclado por Steven Wilson de Porcupine Tree, fue publicado en dos formatos: una edición que incluye dos CD, un LP, un DVD y un libro, y otra compuesta por los dos CD y una versión reducida del libro.
Desde el punto de vista comercial, Aqualung obtuvo buenos resultados en las listas. En el UK Albums Chart, alcanzó la cuarta posición y, en los Estados Unidos, llegó al séptimo puesto del conteo Billboard 200. También se situó entre los cinco álbumes más vendidos en países como Alemania, Australia, Canadá, Italia y Noruega. La versión en CD fue publicada en 1996 e ingresó en el puesto cincuenta y dos en el Reino Unido. La RIAA le otorgó tres discos de platino por la venta de tres millones de copias en los Estados Unidos y la BPI una placa de oro, por distribuir cien mil discos en el Reino Unido. Según Ian Anderson, las ventas mundiales del álbum alcanzan los siete millones, por lo cual es el trabajo más exitoso del grupo. Aqualung es uno de los dos discos de Jethro Tull que fue publicado con sonido cuadrofónico; el otro es War Child de 1974.
El único sencillo del álbum, «Hymn 43», publicado el 14 de agosto de 1971, alcanzó el puesto noventa y uno del Billboard Hot 100 y fue el primero en ser lanzado en EE. UU. Más tarde, junto al tema «Aqualung», fue incluida como contenido descargable del videojuego Rock Band 2. En España, Aqualung fue prohibido por la censura franquista y salió a la venta recién en 1975, sin el tema «Locomotive Breath», que fue reemplazado por «Glory Row». Sin embargo, «Locomotive Breath» ya había sido puesto a la venta tres años antes como parte del recopilatorio Living in the Past.

## Recepción crítica
| Fuente                | Calificación |
| --------------------- | ------------ |
| Allmusic              | [ 1 ]        |
| PopMatters            | [ 33 ]       |
| Ultimate Classic Rock | [ 20 ]       |

Aqualung recibió buenas reseñas por parte de los críticos musicales. Ben Gerson de Rolling Stone alabó su «buena musicalidad» y lo calificó como «serio e inteligente». Bruce Eder, de Allmusic, le otorgó cuatro puntos y medio de cinco, lo calificó como «una declaración audaz» y añadió que es «uno de los álbumes más cerebrales escuchado por millones de personas». Por su parte, Sean Murphy de PopMatters le concedió una puntuación de diez sobre diez y comentó que Aqualung «es la piedra angular del por aquel entonces naciente rock progresivo, pero que lo hizo —y hace— enteramente desde los términos propios de un gran álbum de rock». Murphy también elogió el material adicional incluido en las posteriores reediciones, que hacen que «un gran disco sea aún mejor». Diego Manrique del diario El País señaló que «marca la maduración de Ian Anderson como creador ambicioso. Musicalmente, llama la atención su yuxtaposición de riffs roqueros y melodías folk». Ante su cuadragésimo aniversario, Nancy Dunham, de Ultimate Classic Rock, comentó que «solo por la risita que Anderson suelta después de cantar “Eyeing little girls with bad intent” —en español: "Echándoles el ojo a las niñas con mala intención"— en “Aqualung”, merece la pena el precio del álbum». Steve Harris, bajista y fundador de Iron Maiden, lo calificó como un «álbum clásico» y aprobó «su fantástica interpretación, sus geniales canciones y su actitud». La banda además versionó «Cross-Eyed Mary» para su inclusión en el sencillo «The Trooper» (1983).
Con el paso de los años, Aqualung ha aparecido con frecuencia en varias listas de los mejores álbumes. La revista Rolling Stone lo situó en el puesto 337 en su conteo de los 500 mejores álbumes de todos los tiempos, mientras que Q lo colocó en la séptima posición de los mejores cuarenta discos de cosmic rock. Por su parte, Guitar World posicionó a Aqualung como el octavo mejor álbum conceptual y Ultimate Classic Rock en el puesto ocho de los mejores trabajos de 1971. En el año 2005, fue incluido en el libro 1001 discos que hay que escuchar antes de morir de Robert Dimery y Michael Lydon, donde es citado como «un hito en el paso del folk al rock progresivo».

## Lista de canciones
Todas las canciones compuestas por Ian Anderson, excepto «Aqualung», compuesta por Ian y Jennie Anderson.

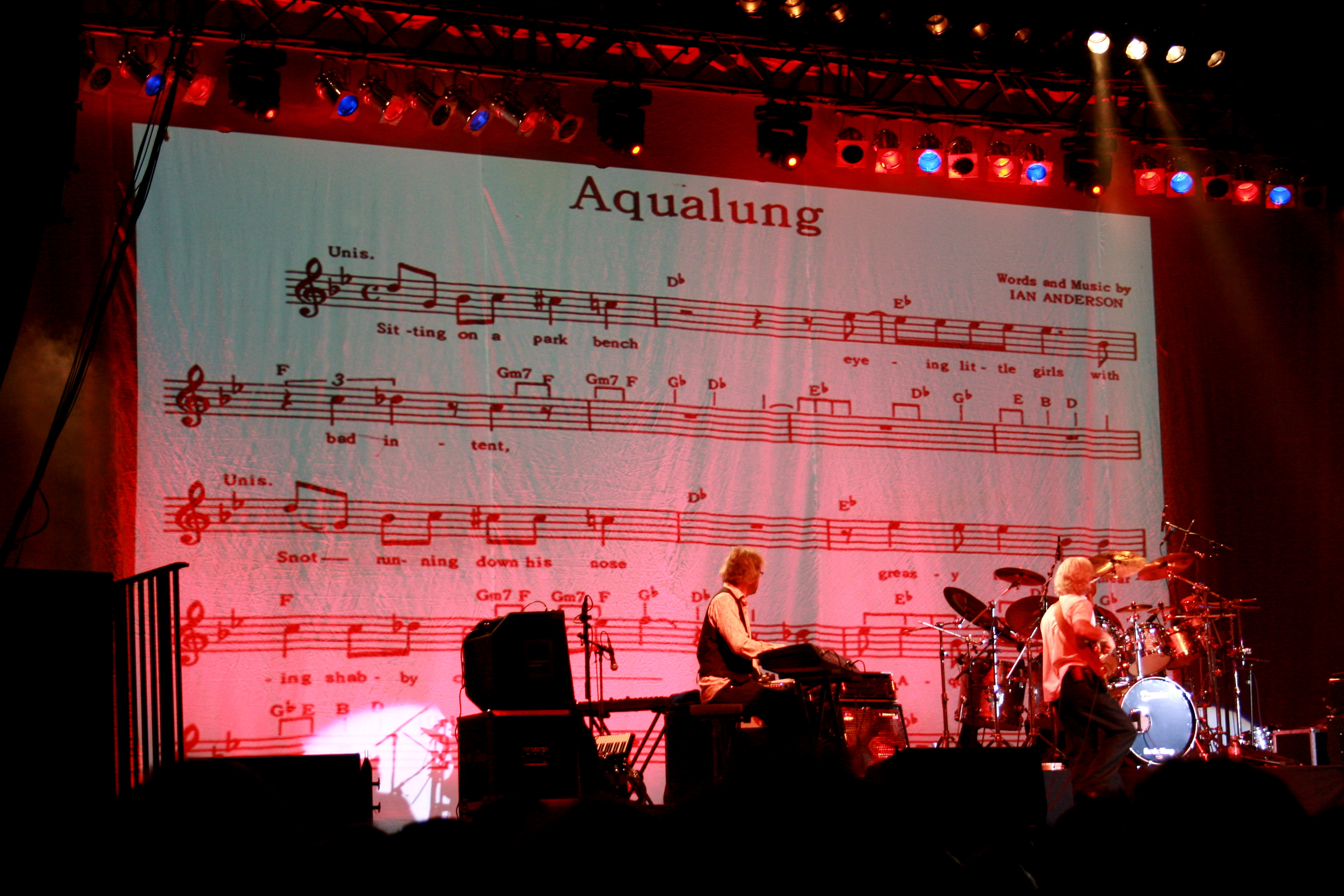
Foto de un concierto en la Uni-Halle de Wuppertal, en el año 2009, en la que se ve una proyección de una reproducción del comienzo de la partitura de la canción que da título al disco.

| Cara A – Aqualung |                    |          |  |
| N.º               | Título             | Duración |  |
| 1.                | «Aqualung»         | 6:34     |  |
| 2.                | «Cross-Eyed Mary»  | 4:06     |  |
| 3.                | «Cheap Day Return» | 1:21     |  |
| 4.                | «Mother Goose»     | 3:51     |  |
| 5.                | «Wond'ring Aloud»  | 1:53     |  |
| 6.                | «Up to Me»         | 3:15     |  |

| Cara B – My God |                     |          |  |
| N.º             | Título              | Duración |  |
| 7.              | «My God»            | 7:08     |  |
| 8.              | «Hymn 43»           | 3:14     |  |
| 9.              | «Slipstream»        | 1:13     |  |
| 10.             | «Locomotive Breath» | 4:23     |  |
| 11.             | «Wind-Up»           | 6:01     |  |

| Pistas adicionales de la reedición en CD de 1996 |                                            |               |          |  |
| N.º                                              | Título                                     | Editorial     | Duración |  |
| 12.                                              | «Lick Your Fingers Clean»                  |               | 2:46     |  |
| 13.                                              | «Wind Up (Quad version)»                   |               | 5:24     |  |
| 14.                                              | «Excerpts from the Ian Anderson Interview» | Mojo Magazine | 13:59    |  |
| 15.                                              | «A Song for Jeffrey»                       | BBC           | 2:51     |  |
| 16.                                              | «Fat Man»                                  | BBC           | 2:57     |  |
| 17.                                              | «Bourée»                                   | BBC           | 3:58     |  |

| Pistas adicionales de la reedición de 2011 (40 aniversario) |                           |                           |          |  |
| N.º                                                         | Título                    | Notas                     | Duración |  |
| 12.                                                         | «Lick Your Fingers Clean» |                           | 2:49     |  |
| 13.                                                         | «Just Trying to Be»       |                           | 1:37     |  |
| 14.                                                         | «My God»                  | (Early Version)           | 9:42     |  |
| 15.                                                         | «Wond'ring Aloud»         | (13 de diciembre de 1970) | 1:51     |  |
| 16.                                                         | «Wind Up»                 | (Early Version)           | 5:21     |  |
| 17.                                                         | «Slipstream»              | (Take 2)                  | 0:54     |  |
| 18.                                                         | «Up the 'Pool»            | (Early Version)           | 1:12     |  |
| 19.                                                         | «Wond'ring Aloud, Again»  | (Full Morgan Version)     | 7:07     |  |
| 20.                                                         | «Life Is a Long Song»     |                           | 3:19     |  |
| 21.                                                         | «Up the 'Pool»            | (New Mix)                 | 3:12     |  |
| 22.                                                         | «Dr. Bogenbroom»          |                           | 3:00     |  |
| 23.                                                         | «From Later»              |                           | 2:08     |  |
| 24.                                                         | «Nursie»                  |                           | 1:37     |  |
| 25.                                                         | «US Radio Spot»           |                           | 0:52     |  |

Fuentes: Allmusic y la página oficial de Jethro Tull.

## Créditos
| Jethro Tull - Ian Anderson: voz, flauta y guitarra acústica - Martin Barre: guitarra eléctrica. - Clive Bunker: batería y percusión - Jeffrey Hammond-Hammond: bajo - John Evan: piano, órgano y melotrón | Producción - Ian Anderson y Terry Ellis: producción - John Burns, Bob Conduct, Allen Harris y Tony Wilson: ingeniería - Burton Silverman: portada - David Palmer: arreglos orquestales |

Fuente: Allmusic.

## Posición en las listas
| País           | Lista                 | Mejor posición | Ref.   |
| -------------- | --------------------- | -------------- | ------ |
| Alemania       | German Albums Chart   | 5              | [ 24 ] |
| Australia      | ARIA                  | 3              | [ 25 ] |
| Austria        | Ö3 Austria Top 40     | 10             | [ 39 ] |
| Canadá         | Canadian Albums Chart | 5              | [ 26 ] |
| Estados Unidos | Billboard 200         | 7              | [ 23 ] |
| Finlandia      | Mitä hittiä           | 8              | [ 27 ] |
| Italia         | Top 100 Artisti       | 4              | [ 27 ] |
| Noruega        | VG-lista              | 3              | [ 28 ] |
| Reino Unido    | UK Albums Chart       | 4              | [ 22 ] |
| Suecia         | Albums Top 60         | 10             | [ 40 ] |

## Certificaciones
| País           | Certificación  | Ventas  | Ref.   |
| -------------- | -------------- | ------- | ------ |
| Alemania       | Oro            | 100 000 | [ 41 ] |
| Estados Unidos | Triple platino | 3 000   | [ 6 ]  |
| Reino Unido    | Oro            | 100 000 | [ 29 ] |